# Smocze Oka
Smocze Oka (słow. Dračie oká) – grupa niewielkich zbiorników wodnych znajdujących się w Dolince Smoczej w słowackiej części Tatr Wysokich. Smocze Oka leżą nieco na południe od największego okolicznego stawu – Smoczego Stawu, z którym są one połączone niewielkim strumykiem. Do stawków tych nie prowadzą żadne znakowane szlaki turystyczne.
Smocze Oka są stawkami okresowymi, trudno dokładnie oszacować ich liczbę. Ich nazewnictwo pochodzi od okolicznych „smoczych” obiektów i wywodzi się z legendy o hipotetycznym smoku zamieszkującym niegdyś Dolinkę Smoczą.